# Lyrifissiella latoclava
Lyrifissiella latoclava är en kvalsterart som först beskrevs av Hammer 1966.  Lyrifissiella latoclava ingår i släktet Lyrifissiella och familjen Pheroliodidae. Inga underarter finns listade i Catalogue of Life.